# Rödhalsad myzomela
Rödhalsad myzomela (Myzomela rosenbergii) är en fågel i familjen honungsfåglar inom ordningen tättingar.

## Utbredning och systematik
Rödhalsad myzomela förekommer i bergstrakter på Nya Guinea. Tidigare inkluderades goodenoughmyzomelan (Myzomela longirostris) i arten.

## Status
IUCN kategoriserar arten som livskraftig.